# Гуцало Роман Андрійович
Рома́н Андрі́йович Гу́цало (1894—1938) — український письменник та педагог.

## Життєпис
Народився 1894 року в селі Ситківці (сучасний Немирівський район Вінницької області). Закінчив учительську школу, заочний відділ Київського педагогічного інституту.
В часі Першої світової війни служив писарем, наприкінці 1917 року звільнений через хворобу.
Учителював у селах Коритня та Угловата (Уманщина), від 1924 року — літературний працівник Монастирищенської газети «Шлях колгоспника».
Член літературної організації «Плуг», один із керівників її уманської філії, згодом знову учителював.
Від 1924 року друкував оповідання і нариси, зокрема у республіканських газетах і журналах «Глобус», «Нова громада», «Селянка України», «Всесвіт», «Молодняк», «Плужанин», «Зоря», «Червоний шлях».
В журналі «Червоний шлях» 1927 року надрукували його повість «На цілині», яка 1930-го вийшла окремим виданням в Києві. Того ж року надруковано повість «Хліб» на тему хлібозаготівлі (часопис «Плуг», № 10). Хоча у своїх творах досить часто апологетизував радянську дійсність, офіційна критика відгукувалася на них здебільшого різко.
1930 року виключений з «Плугу».
1937-го за доносом заарештований за доносом та розстріляний як учасник «антирадянської української військово-повстанської організації». Репресований був і його старший син.
Автор книжок «Хліб», «На цілині», оповідань «Золоті гузики», «Зрада першого дня», «Не зеленіти стерні», «У глухому селі».
Реабілітований Черкаським обласним судом 12 листопада 1959 року посмертно.